# The Client List
The Client List es una película del género dramático hecha para la televisión estrenada el 19 de julio de 2010 en Estados Unidos.

## Sinopsis
Samantha Horton (Jennifer Love Hewitt), una antigua reina de la belleza de Texas, es obligada a encontrar un trabajo, ya que su marido se encontraba en una crisis de desempleo, en una sala de masajes, cuando su familia se encuentra frente a un problema económico. Lo que no esperaba es que sus clientes buscarían algo más que masajes.

## Reparto
- Jennifer Love Hewitt es Samantha Dale Horton.
- Teddy Sears es Rex Horton.
- Sonja Bennett es Dee.
- Lynda Boyd es Jackie.
- Chelah Horsdal es Doreen.
- Heather Doerksen es Tanya.
- Kacey Rohl es Emma.
- Kandyse McClure es Laura.
- Cybill Shepherd es Cassie.